# Hansjörg Schneider
Pour les articles homonymes, voir Schneider.
 (novembre 2024).
Si vous disposez d'ouvrages ou d'articles de référence ou si vous connaissez des sites web de qualité traitant du thème abordé ici, merci de compléter l'article en donnant les références utiles à sa vérifiabilité et en les liant à la section « Notes et références ».
Hansjörg Schneider, né le 27 mars 1938 à Aarau, est un écrivain et dramaturge suisse publiant principalement ses œuvres en allemand.

## Biographie
Schneider a passé sa jeunesse à Zofingue et a étudié à l'université de Bâle la littérature allemande, l’histoire et la psychologie. Ses études terminées, en 1966, il a d’abord été enseignant et journaliste ainsi qu'assistant à la mise en scène au Théâtre de Bâle. Il a écrit de nombreuses pièces ainsi que des romans et des nouvelles. Ces derniers temps, il s’est fait connaître d’un plus large public avec ses enquêtes du commissaire Hunkeler.
Le personnage du commissaire Hunkeler, de la police judiciaire de Bâle, présente des traits autobiographiques : comme Schneider il est né à Aarau et vit maintenant dans un quartier de Bâle nommé le Ring où il fréquente les mêmes cafés. Il partage les mêmes idées de centre-gauche et une tendance prononcée à l’observation et à la précision. À la différence de Hunkeler, Schneider est veuf depuis 1997. Son fonds d'archives se trouve aux Archives littéraires suisses à Berne.

## Publications

### Romans
- Leköb. Erzählungen. Taucher, Stuttgart 1970
- Die Ansichtskarte. Erzählung. Benziger, Zürich 1972
- Die Schlummermutter. Das Leben und die Ansichten einer alten Frau aufgezeichnet von H.S. Gute Schriften, Basel 1973
- Der Bub. Roman. Lenos (Litprint 68), Basel 1976
- Lieber Leo. Roman. Benziger, Zürich 1980
- Ein anderes Land. Geschichten. Ammann, Zürich 1982
- Wüstenwind. Notizen November 1982 – April 1983. Limmat, Zürich 1984
- Heimkehr in die Fremde. Reportagen. Limmat, Zürich 1986
- Der Wels. Roman. Nagel & Kimche, Zürich 1988
- Das Wasserzeichen. Roman. Ammann, Zürich 1997
- Nachtbuch für Astrid. Von der Liebe, vom Sterben, vom Tod und von der Trauer darüber, den geliebten Menschen verloren zu haben. Ammann, Zürich 2000
- Im Café und auf der Straße. Geschichten. Ammann, Zürich 2002

### Kommissär-Hunkeler
"Kommissär - Hunkeler" est une série de romans policiers qui se jouent à Bâle et en Alsace voisine. Elle a fait connaitre Schneider dans le grand public allemand. 
- Silberkiesel, 1993 (Les cailloux d'argent)
- Flattermann, 1995 (L'Homme Flottant)
- Das Paar im Kahn, 1999
- Tod einer Ärztin, 2001
- Hunkeler macht Sachen, 2004
- Hunkeler und der Fall Livius, 2007 (Hunkeler et l'affaire Livius)
- Hunkeler und die goldene Hand, 2008
- Hunkeler und die Augen des Oedipus, 2010
- Hunkelers Geheimnis, 2015
- Hunkeler in der Wildnis, 2020